# Sarrebourg
Sarrebourg (tedesco: Saarburg) è un comune francese di 13 133 abitanti al censimento del 2009 situato , nel dipartimento della Mosella nella regione del Grand Est.

## Società

### Evoluzione demografica
Abitanti censiti